# Павло Карл Санґушко
Павло Карл Санґушко гербу Погоня (1680 — 14 квітня 1750, Загайці, тепер Шумський район, Тернопільщина) — князь, 6-й Острозький ординат (1738 — …), маршалок великий литовський від 1734, маршалок надвірний литовський від 1713, підскарбій надвірний литовський від 1711, стольник литовський 1708–1709 рр. Меценат.

## Біографія
Після смерті батька опіку над ним та родичами мали, серед інших, брати мами Францішек Стефан, Леон Базилій, по їх смерті в 1686 р. — вуй Бенедикт Павел Сапега.
Прибічник Августа ІІ Фрідріха, після смерті якого (пом. 1733) був серед претендентів на стіл Речі Посполитої (мав підтримку Росії). Пізніше підтримав обрання Августа ІІІ Фрідріха.
У 1744 р. місто Левартув було перейменоване на Любартув за його зусиль.. 
Протягом 1745-1750 років обіймав посаду кременецького старости.
Був похований 27 травня 1750 р. у родинній крипті костелу фундованого ним люблінського монастиря оо. Капуцинів. Серце було поховане 28 травня у фарному костелі Любартова. Сини Януш Модест та Геронім фундували у 1793 р. виготовлення та встановлення тут класицистичного надгробку для батька та його 3-ї дружини.

## Меценат
Був любителем садів, привіз до Заслава голландського садівника Туліпана. В цьому місті працював його придворний архітектор Паоло Антоніо Фонтана, за проектами якого було відбудовано палац (1722—1741), збудовано фундований Сангушком фарний костел (1733—1738), костел та кляштор капуцинів (1737—1741). В 1750 фундував костел для місіонарів. Від Папи Бенедикта XIV отримав дозвіл на відправи у палацовій каплиці Заслава.
1732 року фундував церкву Волиці Великої (ймовірно, Заславщина). Дав кошти для відновлення костелу в Чуднові, костелу та кляштору в Ракові (Мінський повіт), кармеліток в Дубному; для парафіяльних костелів Дубного, Локачів, Білогородки.

### Сім'я
Вперше одружився з Броніславою Пеньонжківною, вдовою по братові Казимиру Антонію. Вдруге з Маріанною Любомирською (1693—1729), яка внесла з посагом в дім Сангушків Острозьку ординацію. Втретє пошлюбився з Барбарою Дунінівною. Діти:
- Януш Олексадр
- Юзеф Паулін Ян Адам, разом зі старшим братом — діти батька від Маріанни Любомирської
- Януш Модест (Януш Владислав)
- Геронім Януш
- Анна, чоловік — Антоній Барнаба Яблоновський, шлюб уклали 20 вересня 1755 в Крем'янці[12]
- Юстина
- Кунегунда

## Вшанування пам'яті
Вулиця Князів Сангушків у місті Славута.
9 листопада 2023 року Житомирська міська рада перейменувала вулицю Багратіонівську на вулицю Князів Сангушків.